# 帕韋烏·沃萊克
帕韋烏·沃萊克（波蘭語：Paweł Wszołek；1992年4月30日—）是一位波蘭足球運動員。在場上的位置是邊鋒。現時效力於波蘭甲球隊歷基亞。他也代表波蘭U21國家隊參賽。
2022年7月7日，沃萊克正式由柏林聯轉會至歷基亞，簽約三年至2024-25球季